# Уолтър Хауърт
Уолтър Норман Хауърт (на английски: Walter Norman Haworth) е британски химик, който става известен с изследванията си върху аскорбиновата киселина (витамин C). През 1937 г. заедно с швейцареца Паул Карер е награден с Нобелова награда за химия.
Хауърт установява правилната структура на редица захари и става известен с разработването на хауъртовата проекция, която преобразува триизмерните захарни структури в удобна двуизмерна графична форма.

## Биография
Роден е в Ланкашър на 19 март 1883 г. След като работи известно време на 14-годишна възраст в местната фабрика за балатуми, управлявана от баща му, Уолтър Хауърт учи за и успешно преминава кандидат-студентския изпит в Манчестърския университет през 1903 г., за да учи химия. Той се заема с тази наука въпреки неодобрението на родителите си. Получава първата си почетна степен през 1906 г. След като завършва магистратурата си под менторството на Уилям Хенри Пъркин младши е награден със стипендия и започва да учи в Гьотингенския университет. Там той получава докторска степен под егидата на Ото Валах, след като е учил само година в лабораторията му. През 1911 г. получава степен доктор на науките от Манчестърския университет, а след това служи за кратко в Имперския колеж като старши демонстратор по химия.
През 1912 г. Хауърт става лектор университета на Сейнт Андрюс в Шотландия и започва да се интересува от химията на карбохидратите, която се изследва в университета от Томас Пърди и Джеймс Ървин. Хауърт започва да работи върху простите захари през 1915 г. и разработва нов метод за приготвяне на метилови етери на захари, използвайки метил бисулфат и основа. Той започва да изследва структурните особености на дизахаридите. Той организира лабораториите в Университета на Сейнт Андрюс за получаване на химикали и медикаменти за британското правителство през Първата световна война.
Назначен е за професор по органична химия в Дърамския университет през 1920 г. На следващата година е назначен за ръководител на департамента по химия в колежа към университета. През 1922 г. се жени за Вайълет Чилтън Доби, от която има двама сина.
През 1925 г. е назначен за професор по химия в Бирмингамския университет, където остава до 1948 г. Сред утвърдените му научни приноси е потвърждаването на редица структури на оптически активни захари – към 1928 г. той е извел и потвърдил структурите на малтозата, целобиозата, лактозата, генциобиозата, мелибиозата, рафинозата, както и глюкозидната пръстенна тавтомерна структура на алдозни захари. През 1929 г. публикува труда си Съставът на захарите (The Constitution of Sugars).
През 1933 г. работи с Едмънд Хърст и след като извеждат правилната структура и оптично-изомерната природа на витамин C, Хауърт докладва, че успешно е синтезирал витамина. Хауърт получава първоначалната си референтна проба „водоразтворим витамин С“ или „хексуронова киселина“ (предишното наименование на съединението, извлечено от естествени продукти) от унгарския физиолог Алберт Сент-Дьорди, който открива свойствата на витамина заедно с Чарлз Глен Кинг и по това време вече е открил, че витаминът лесно може да се извлича в големи количества от унгарски червен пипер. В чест на антискорбутовите свойства на съединението, Хауърт и Сент-Дьорди предлагат ново име – аскорбинова киселина за молекулата и L-аскорбинова киселина за формалното химическо име. През Втората световна война Хауърт е член на комитета MAUD, който надзирава британския проект за атомна бомба. През 1947 г. е произведен в рицар-бакалавър.
Умира внезапно от сърдечен удар на рождения си ден на 19 март 1950 г.